# Тетрафтороборат натрия
Тетрафторобора́т на́трия — неорганическое соединение, соль щелочного металла натрия и борофтористоводородной кислоты с формулой Na[BF4], бесцветные кристаллы, хорошо растворимые в воде.

## Получение
- Пропускание трифторида бора через раствор фторида натрия:

{\displaystyle {\mathsf {BF_{3}+NaF\ {\xrightarrow {\ }}\ Na[BF_{4}]}}}
- Взаимодействие тетрафторобората водорода с щелочью:

{\displaystyle {\mathsf {H[BF_{4}]+NaOH\ {\xrightarrow {\ }}\ Na[BF_{4}]+H_{2}O}}}
- Взаимодействие с разбавленными щелочами трифторида бора на холоду:

{\displaystyle {\mathsf {16BF_{3}+14NaOH\ {\xrightarrow {\ }}\ 12Na[BF_{4}]+Na_{2}B_{4}O_{7}+7H_{2}O}}}

## Физические свойства
Тетрафтороборат натрия образует бесцветные кристаллы ромбической сингонии, пространственная группа C mcm, параметры ячейки a = 0,625 нм, b = 0,677 нм, c = 0,682 нм, Z = 4.
При 243 °C происходит фазовый переход в моноклинную сингонию.
Хорошо растворим в воде, умеренно в спиртах.

## Химические свойства
- Разлагается при нагревании выше температуры плавления:

{\displaystyle {\mathsf {Na[BF_{4}]\ \xrightarrow {450^{o}C} \ BF_{3}\uparrow +NaF}}}
- В холодной воде подвергается частичному гидролизу по аниону:

{\displaystyle {\mathsf {[BF_{4}]^{-}\ {\stackrel {\xrightarrow {H_{2}O}}{\xleftarrow[{-F^{^{-}}}]{}}}[B(H_{2}O)F_{3}]\ {\stackrel {\xrightarrow {H_{2}O}}{\xleftarrow[{-H_{3}O^{^{+}}}]{}}}[B(OH)F_{3}]^{-}}}}
- В горячей воде полностью разлагается:

{\displaystyle {\mathsf {Na[BF_{4}]+3H_{2}O\ {\xrightarrow {100^{o}C}}\ B(OH)_{3}\downarrow +NaF+3HF\uparrow }}}
- Разлагается концентрированными кислотами

{\displaystyle {\mathsf {2Na[BF_{4}]+H_{2}SO_{4}\ {\xrightarrow {100^{o}C}}\ 2BF_{3}\uparrow +Na_{2}SO_{4}+2HF\uparrow }}}
- С концентрированными щелочами даёт смесь продуктов:

{\displaystyle {\mathsf {Na[BF_{4}]\ {\xrightarrow[{-NaF}]{NaOH}}\ {\begin{matrix}{\mathsf {Na[B(OH)F_{3}]}}\\{\mathsf {Na[B(OH)_{2}F_{2}]}}\\{\mathsf {Na[B(OH)_{3}F]}}\end{matrix}}}}}

## Нахождение в природе
В природе встречается минерал ферручит, представляющий собой тетрафтороборат натрия.

## Применение
- Компонент электролита при электрохимическом рафинировании и нанесении покрытий.
- Флюс при пайке и сварке металлов.
- Компонент формовочных составов при литье магния, алюминия и их сплавов.
- Фторирующий агент.
- Как гербицид.
- Относится к многотоннажному производству, цена ~10$/кг.